# Pierre de Laval (Erzbischof von Reims)
Pierre de Laval (* 17. Juli 1442 in Montfort-sur-Meu; † 14. August 1493 in der Abtei Saint-Nicolas in Angers) aus dem Haus Montfort-Laval war Bischof von Saint-Brieuc und Saint-Malo, sowie Erzbischof von Reims.

## Leben
Pierre de Laval ist der jüngste Sohn von Guy XIV. de Laval und Isabelle de Bretagne. Er ist der Bruder von François de Laval, Comte de Gavre (später als Guy XV. Comte de Laval) und Jeanne de Laval (1433–1498), somit der Schwager von René I. d’Anjou. Françoise de Dinan war seine Stiefmutter.
Als nachgeborener Sohn wurde er für eine Laufbahn in der Kirche bestimmt. 1462, im Alter von 20 Jahren, wurde er Domdechant von Angers, zwei Jahre später, 1464 Abt von Saint-Aubin d’Angers und Abt von Saint-Nicolas d’Angers. Am 19. Februar 1472 wurde er zum Bischof von Saint-Brieuc in der Bretagne ernannt. Im gleichen Jahr machte ihn König Ludwig XI. zum Staatsrat neben Charles II. de Bourbon, dem Erzbischof von Lyon.
Am 8. Oktober 1473 wurde er zum Erzbischof von Reims nach dem Tod von Jean Juvénal des Ursins (14. Juli 1473) ernannt. Das Amt in Saint-Brieuc führte er weiter. 1479 wurde er Abt von Saint-Michel-en-l’Herm. Am 30. Mai 1484 führte Pierre de Laval in Reims die Zeremonie der Krönung Karls VIII. durch
Am 14. August 1486 wurde er zum Bischof von Saint-Malo ernannt. Das Amt in Saint-Brieuc gab er im gleichen Jahr ab. 1492 wurde er Abt von Saint-Méen-de-Gaël.
Er starb am 4. August 1493 in Angers und wurde in Saint-Aubin d’Angers beigesetzt.